# Bouwbiologie
Bouwbiologie is de leer van de leefomgeving binnen in relatie tot de mens. Er wordt onderzoek gedaan naar welke factoren van invloed zijn op een neutraal, stressveroorzakend of ziekmakend leefklimaat. Dat kunnen invloeden van binnen en buiten het gebouw zijn en het gebouw zelf.
Bouwbiologie stelt de relatie tussen architectuur, cultuur, milieu en mens centraal. 
De Duitse hoogleraar dr. Anton Schneider (23 februari 1931 - 7 juli 2015) ontwikkelde de wetenschap en leer door integraal naar deze factoren te kijken. Snel bleek dat het welbevinden en de gezondheid van bewoners onder vele verschillende oorzaken staan waarvan grote delen samenhangen met het ontwerp, de locatie en de gebruikte materialen in een huis of gebouw. Hij was grondlegger van het Institut für Baubiologie (IBN), het nog steeds internationaal toonaangevende onderzoeks- en onderwijsinstituut op dit gebied.
De volgende factoren kunnen van invloed zijn:
- Gifstoffen (onder andere in bouwmaterialen en meubels)
- Micro-organismen
- Elektromagnetische straling
- de luchtkwaliteit: luchtvochtigheid, fijnstof, concentratie aan O2, CO2 en CO
- radioactiviteit